# Моісеєв Євген Миколайович
Євген Миколайович Моісеєв (5 січня 1949) — український правоохоронець та науковець. Ректор Київського національного університету внутрішніх справ (2005–2010), генерал-лейтенант міліції, кандидат юридичних наук, професор. Член кримінологічної асоціації України, Член Української секції Міжнародної поліцейської асоціації. Заслужений працівник освіти України. Член робочої групи з розроблення проекту Стратегії національної безпеки України.

## Автор наукових праць
- Оперативно-розшукова діяльність: навчальний посібник / Є. М. Моісеєв, В. Я. Горбачевський, В. Д. Сущенко; [та ін.]; за заг. ред.: О. М. Джужа ; Київський нац. ун-т внутрішніх справ . — К. : Правова єдність, 2009 . — 309 с. — Бібліогр.: с.296-306(178назв.) та в підряд. приміт.[5]
- Кримінологія: Спеціалізований курс лекцій зі схемами: (Загальна та особлива частини): Навчальний посібник / О. М. Джужа, Є. М. Моісеєв, В. В. Василевич . — К. : Атіка, 2001 . — 367 с.
- Криміналістика: навч. посібник / В. С. Кузьмічов, Г. І. Прокопенко; за заг. ред.: В. Г. Гончаренко, Є. М. Моісеєв ; Нац. акад. внутрішніх справ України . — К. : Юрінком Інтер, 2001 . — 366 с. : табл. — Бібліогр.: с.345-358 .
- Кримінологія. Спеціалізований курс лекцій зі схемами.(Загальна та Особлива частини): навч.посібник / О. М. Джужа, Є. М. Моісеєв, В. В. Василевич; за заг. ред.: О. М. Джужа . — К. : Атіка, 2002 . — 367 с. : рис.
- Т. 3 : Поліцейський менеджмент: історія та сучасність / В.о. Київ. нац. ун-т внутріш. справ, НАН України. Ін-т держави і права ім. В. М. Корецького, Акад. правових наук України; Відп. ред. Юрій Іванович Римаренко, Ярослав Юрійович Кондратьєв, Євген Миколайович Моісеєв.- 2006.- 1192 с. — На укр. яз. ISBN 966-313-299-X[6]

## Автор винаходів та патентів
- Патент № 35246. Пристрій для прискорення перезарядження короткоствольної автоматичної вогнепальної зброї.[7]

## Нагороди та відзнаки
- Хрест пошани «За відродження України» І ступеня,
- Знак пошани «За сумлінну службу Україні» І ступеня,
- Нагорода Ярослава Мудрого (2008)
- Міжнародний орден святого Станіслава ІІІ ступеня.[8]
- Премія імені Ярослава Мудрого (2015) «За видатні досягнення в науково-дослідницькій діяльності з правознавства»[9]